# Ernst Nobs
Ernst Nobs (ur. 14 lipca 1886, zm. 15 marca 1957) – szwajcarski polityk socjaldemokratyczny, burmistrz Zurychu w latach 1942–1944, członek Rady Związkowej od 15 grudnia 1943 do 13 listopada 1951.
Kierował departamentem finansów w latach 1944–1951. Pełnił także funkcję wiceprezydenta Konfederacji na rok 1948 oraz prezydenta na rok 1949.